# Antun Petrić (vaterpolski trener)
Antun (Toni) Petrić (Split, 15. svibnja 1931. – Split, 29. svibnja 2013.) je bio hrvatski vaterpolski i nogometni i rukometni trener, instruktor tjelesnog, atletski, nogometni, plivački i vaterpolski sudac, športski kroničar, novinar i publicist. Po struci je profesor pedagogije i nastavnik fizičkog odgoja.

## Životopis
Rodio se je u Splitu 1931. godine. U rodnom je gradu pohađao osnovnu i srednju školu. U Splitu je pohađao Višu pedagošku školu na kojoj je stekao zvanje nastavnika tjelesnog odgoja. Nakon toga studirao je na Filozofskom fakultetu u Zagrebu gdje je stekao zvanje profesora pedagogije.
Osim što je redovno pohađao škole i fakultete, za šport se je obrazovao na tečajima. Tako je 1948. položio ispit za fiskulturnog instruktora na omladinskim radnim akcijama.
Na Zavodu za fizički odgoj iz Zagreba, 1959. je godine godine u Splitu nakon tečaja položio za nogometnog trenera. U Zagrebu je godinu poslije položio za plivačkog i vaterpolskog trenera.

### Trenerski rad
Bio je jednim od prvih profesionalnih vaterpolskih trenera u VK Šibenik (onda PK Šibenik). Ondje je radio od 1960. do 1964. godine. "Okrstio" je novi otvoreni bazen u Crnici. U Šibeniku je radio i kao rukometni trener. Poslije je radio u Splitu i Rijeci. U Splitu je trenirao Jadran i POŠK. U Rijeci je trenirao Primorje.

Na europskom prvenstvu 1977. bio je pomoćnik izborniku jugoslavenske reprezentacije Tripuna Mira Ćirkovića s kojom je došao do srebra.
Na svjetskom prvenstvu 1987. bio je izbornik jugoslavenske rerezentacije, gdje je osvojio broncu.
Sezone 1981./82. trenirao je zajedno s Momom Ćurkovićem splitski POŠK, s kojim je osvojio Kup pobjednika kupova.

### Športski sudac
Položio je za suca u četirima športovima. Ispite je položio 1948. za atletskog suca, 1949. za nogometnog, 1950. za plivačkog te 1956. za vaterpolskog suca. U svim je granama bio aktivan. 
Najdalje je došao u vaterpolu, gdje je sudio i u Prvoj saveznoj ligi. Višegodišnji je kontrolor na prvoligaškim utakmicama. U nogometu je bio došao do nešto manje visoke razine te je sudio na republičkoj razini. 

### Športski novinar, publicist i kroničar
1960-ih je dok je radio u Šibeniku kao trener, bio je dopisnikom Sportskih novostiju.
U Slobodnoj Dalmaciji i Nedjeljnoj Dalmaciji pisao je polemičke članke u kojima je ukazivao na pogrešne navode, netočne podatke, izostvljene splitske i dalmatinske športaše u Enciklopediji fizičke kulture i Sportskom leksikonu. Ukazivao je na povijesne netočnosti u televizijskoj seriji Velom mistu.
Pisao je podlistke iz športske povijesti grada Splita za Slobodnu Dalmaciju.
Članke je objavljivao u časopisu za športsku povijest Povijest sporta., Povijest hrvatskog športa i Olimpu. Uređivao je list Fizičku kulturu.
Otkrio je da je splitski nogometni klub Hajduk 1944. obnovio rad na Visu 1944. godine kao Hrvatski športski klub Hajduk, a ne kao "Hajduk NOVJ", kad mu je atribut "NOVJ" dodan tek na utakmici protiv reprezentacije britanske vojske u Bariju.

## Športski dužnosnik
U drugoj polovici 1950-ih rukovodio je gradnjom športskih terena u Splitu, na Beni (Marjan). Bio je tajnik GO Radničkih sportskih igara. Velika je njegova zasluga za zgradnju športskih objekata uz škole. Mnogo je pridonio na poboljšanju uvjeta za izvođenje nastave tjelesnog odgoja.
Bio je rukovoditeljem kompleksa novoizgrađenih športskih bazena (ondašnji "dr Ratko Viličić") u Poljudu od 1979. do 1983. godine.

## Djela
- ABC plivanja
- Naučite plivati[3]
- Kronologija splitskog sporta 1941. – 1951.
- Sport u Splitu 1944. – 1984.[3]
- Ratni Hajduk, 2008.[5]
- Šport u Splitu za vrijeme rata 1941. – 1944., 2008. (rukopis)[5]
- Doprinos Hajduka u afirmaciji NOB-a i AVNOJ-ske Jugoslavije, 1988. (rukopis)[5]
- Jadran-Koteks : '20-'90, 1990. (suautor)[6]
- više od sto znanstvenih i stručnih radova[3]